# کایابورنو (سیریک)
کایابورنو (ترکی استانبولی: Kayaburnu) یک محله در ترکیه است که در ناحیهٔ سریک، آنتالیا واقع شده است. جمعیت این محله تا سال ۲۰۲۲ برابر با ۹۸۳ نفر بوده است.